# 大河への道
『大河への道』（たいがへのみち）は、2022年5月20日に公開された日本映画。主演は中井貴一で、本作では企画も兼任している。立川志の輔の創作落語『伊能忠敬物語 -大河への道-』を原作とし、「日本地図を作ったのは実は伊能忠敬ではない」という噂に右往左往する大河ドラマ制作陣の姿と、その伊能忠敬による日本地図完成を巡る秘話を交差させながら描く。

## 制作
原作となった『伊能忠敬物語 -大河への道-』は、立川志の輔が伊能忠敬記念館を訪れた際に伊能忠敬が製作した日本地図を観た際の感動を落語として創作したものであり、この演目を鑑賞した中井貴一から映画化の直談判を受けたという。
一方、主演を務める事になった中井は「数少なくなった時代劇を日本の文化や伝統として残すという行為が容易ではないと承知の上で、肩肘を張った時代劇を作っても観てもらえる可能性は低い。しかし、志の輔のこの創作落語を映像化したならば、様々な垣根を超えて鑑賞しやすい形の映画が作れると思った」と語っている。
また、メインキャストは現代の場面と江戸時代の場面において別々の役で登場しており、これについて中井は「何百年経っても人間は変わらないことを描ける良いアイデアだった」と朝日新聞のインタビューの中で明かしている。
原作の落語と設定を大きく変えたのは、大河ドラマ「伊能忠敬」の脚本家である加藤幸造 / 源空寺和尚。脚本の森下によると、落語では実績のない若手のライターという設定だったが、映画のメッセージを考えると人生の後半にいる人にしたほうがより面白くなるということで橋爪功をキャスティングした。

## あらすじ
千葉県香取市役所の総務課主任を務める池本は、観光課のプレゼンテーションにて発言を求められ、思わず郷里の偉人・伊能忠敬を主人公にした大河ドラマの誘致を提案する。会議でのウケは悪かったものの、知事から直々に大河ドラマ化を目指すよう指示が下り、池本はその指揮を執るように任命される。
脚本は知事直々の指名により大物脚本家の加藤に依頼することとなった。最初は頑なに断り続けた加藤だったが、それでも毎日訪れる池本に根負けし、伊能忠敬記念館を訪れることになる。そこで加藤は、伊能の作った『大日本沿海輿地全図』の精度に感動し、池本とその部下・木下と共に、脚本作りのためのシナリオ・ハンティングに取り掛かる。
しかし、その中で加藤は「伊能忠敬は『大日本沿海輿地全図』を完成させる3年前に死去した」という事実に直面する。
時代は遡り、1818年の江戸。幕府に仕える天文学者・高橋景保は、伊能の弟子たちから、師匠の死を偽装したうえで地図作りを続けさせてほしいと懇願され、困惑する。莫大な時間と資金を必要とする地図作りは、幕府内からも金食い虫と見なす声が強まっており、伊能の死が明らかとなれば中止を命じられる事は容易に想像できた。
しかし、幕府をたばかり公金を拠出させていることが露見すれば、死罪は免れない。伊能組の命も考え、提案を断った高橋だったが、伊能の元妻・エイらの策略に嵌められ、彼らに協力する事となってしまう。かくして一蓮托生となった高橋と伊能組一同は、伊能の死を偽装しながら、お上からの追及をのらりくらりかわしてゆく。
しかし、いつまでたっても地図は完成せず、伊能がぱたりと顔を見せなくなった事をいぶかしんだ勘定方は、高橋の周辺を調べるように神田を差し向けた。神田の動きを察知した伊能組の一行では、エイとトヨが一計を案じ、祈祷師のフリをして神田と接触して時間を稼ぐ。
いよいよ地図は完成し、将軍への披露も叶った。11代将軍・徳川家斉は、自らの治める日の本の国の形とその美しさに感嘆し、高橋の持参した伊能の形見の草鞋に、『大義であった』とその労をねぎらうのであった。
場面は再び現代へ戻る。『大日本沿海輿地全図』に秘められた出来事に感動する木下であったが、なんと加藤は伊能ではなく高橋を主人公に脚本を作ると言い始めた。だが、なんとしても伊能忠敬の大河ドラマを作りたいと決意を新たにする池本は、加藤に弟子入りをし自らが物語を書き上げると意気込むのであった。

## キャスト
- 池本保治 / 高橋景保：中井貴一
- 木下浩章 / 又吉：松山ケンイチ[2][3][4]
- 小林永美 / エイ：北川景子[2][3][4]
- 安野富海 / トヨ：岸井ゆきの
- 各務修 / 修武格之進：和田正人
- 吉山朗 / 吉之助：田中美央
- 山本友輔 / 友蔵：溝口琢矢
- 梅さん / 梅安：立川志の輔
- 山神三太郎 / 神田三郎：西村まさ彦
- 和田善久 / 綿貫善右衛門：平田満
- 千葉県知事 / 徳川家斉：草刈正雄
- 加藤幸造 / 源空寺和尚：橋爪功
- 千葉県知事の秘書/佐伯宗尚（勘定奉行）：本井博之[7]
- 勘助（蕎麦屋）：重松収
- 老中：竹下眞[8]
- 伊能忠敬の影武者：親里嘉次
- 市役所の幹部 / 関所の役人：佐渡山順久[9]

## スタッフ
- 原作：立川志の輔『伊能忠敬物語 -大河への道-』（河出文庫） / 漫画：柴崎侑弘（小学館ビッグコミックス刊）
- 企画：中井貴一
- 監督：中西健二
- 脚本：森下佳子
- 音楽：安川午朗
- 主題歌：玉置浩二「星路」[10]
- 撮影：柴主高秀
- 照明：長田達也
- 録音：尾崎聡
- 美術：倉田智子
- 編集：阿部亙英
- 協力：伊能忠敬研究会
- 特別協力：松竹撮影所
- 撮影協力：国土地理院
- ロケーション協力：香取市
- 助成：文化庁文化芸術振興費補助金（映画創造活動支援事業）独立行政法人日本芸術文化振興会
- 配給：松竹
- 制作プロダクション：デスティニー
- 製作幹事：木下グループ
- 製作：「大河への道」フィルムパートナーズ

## 漫画
『ビッグコミックオリジナル増刊』にて、2021年11月号より2022年5月号まで連載。漫画は柴崎侑弘が担当。
- 立川志の輔（原作）・柴崎侑弘（漫画）・森下佳子（シナリオ協力）『大河への道』小学館〈ビッグコミックス〉、2022年4月28日発売[13]、ISBN 978-4-09-861307-6

## ノベライズ
- 原作：立川志の輔『大河への道』（河出文庫、2022年3月20日）執筆協力：長谷川康夫、飯田健三郎、協力：森下佳子、2022「大河への道」フィルムパートナーズ、ISBN 978-4-309-41875-9